# Honda Grand Prix of St. Petersburg de 2008
O Honda Grand Prix of St. Petersburg de 2008 foi a segunda corrida da temporada de 2008 da IndyCar Series. A corrida foi disputada no dia 5 de abril em uma pista montada nas ruas da cidade de São Petersburgo, Flórida. O vencedor foi o estadunidense Graham Rahal, da equipe Newman/Haas/Lanigan Racing.

## Pilotos e Equipes
| Nº | Piloto               | Equipe                     | Chassis | Motor | Pneu |
| -- | -------------------- | -------------------------- | ------- | ----- | ---- |
| 2  | A. J. Foyt IV        | Vision Racing              | Dallara | Honda | F    |
| 3  | Hélio Castroneves    | Team Penske                | Dallara | Honda | F    |
| 4  | Vitor Meira          | Panther Racing             | Dallara | Honda | F    |
| 5  | Oriol Servià (R)     | KV Racing Technology       | Dallara | Honda | F    |
| 6  | Ryan Briscoe         | Team Penske                | Dallara | Honda | F    |
| 7  | Danica Patrick       | Andretti-Green Racing      | Dallara | Honda | F    |
| 8  | Will Power (R)       | KV Racing Technology       | Dallara | Honda | F    |
| 9  | Scott Dixon          | Chip Ganassi Racing        | Dallara | Honda | F    |
| 10 | Dan Wheldon          | Chip Ganassi Racing        | Dallara | Honda | F    |
| 11 | Tony Kanaan          | Andretti-Green Racing      | Dallara | Honda | F    |
| 14 | Darren Manning       | A. J. Foyt Enterprises     | Dallara | Honda | F    |
| 15 | Buddy Rice           | Dreyer & Reinbold Racing   | Dallara | Honda | F    |
| 17 | Ryan Hunter-Reay     | Rahal Letterman Racing     | Dallara | Honda | F    |
| 18 | Bruno Junqueira      | Dale Coyne Racing          | Dallara | Honda | F    |
| 19 | Mario Moraes (R)     | Dale Coyne Racing          | Dallara | Honda | F    |
| 20 | Ed Carpenter         | Vision Racing              | Dallara | Honda | F    |
| 23 | Townsend Bell        | Dreyer & Reinbold Racing   | Dallara | Honda | F    |
| 24 | Jay Howard (R)       | Roth Racing                | Dallara | Honda | F    |
| 25 | Marty Roth (R)       | Roth Racing                | Dallara | Honda | F    |
| 26 | Marco Andretti       | Andretti-Green Racing      | Dallara | Honda | F    |
| 27 | Hideki Mutoh (R)     | Andretti-Green Racing      | Dallara | Honda | F    |
| 33 | Ernesto Viso (R)     | HVM Racing                 | Dallara | Honda | F    |
| 34 | Franck Perera (R)    | Conquest Racing            | Dallara | Honda | F    |
| 36 | Enrique Bernoldi (R) | Conquest Racing            | Dallara | Honda | F    |
| 02 | Justin Wilson (R)    | Newman/Haas/Lanigan Racing | Dallara | Honda | F    |
| 06 | Graham Rahal (R)     | Newman/Haas/Lanigan Racing | Dallara | Honda | F    |

- (R) - Rookie

## Resultados

### Treino classificatório
| Treino classificatório - 5 de abril | Treino classificatório - 5 de abril | Treino classificatório - 5 de abril | Treino classificatório - 5 de abril | Treino classificatório - 5 de abril | Treino classificatório - 5 de abril | Treino classificatório - 5 de abril | Treino classificatório - 5 de abril | Treino classificatório - 5 de abril |
| Pos.                                | Nº                                  | Piloto                              | Equipe                              | Q1                                  | Q1                                  | Q2                                  | Q3                                  |                                     |
| Pos.                                | Nº                                  | Piloto                              | Equipe                              | Grupo 1                             | Grupo 2                             | Q2                                  | Q3                                  |                                     |
| ----------------------------------- | ----------------------------------- | ----------------------------------- | ----------------------------------- | ----------------------------------- | ----------------------------------- | ----------------------------------- | ----------------------------------- | ----------------------------------- |
| 1                                   | 11                                  | Tony Kanaan                         | Andretti-Green Racing               | 1:02.7752                           |                                     | 1:02.4960                           | 1:02.5322                           |                                     |
| 2                                   | 8                                   | Will Power (R)                      | KV Racing Technology                | 1:02.6560                           |                                     | 1:02.1355                           | 1:02.6096                           |                                     |
| 3                                   | 02                                  | Justin Wilson (R)                   | Newman/Haas/Lanigan Racing          |                                     | 1:02.7341                           | 1:02.5393                           | 1:02.6426                           |                                     |
| 4                                   | 3                                   | Hélio Castroneves                   | Team Penske                         |                                     | 1:03.1560                           | 1:02.6869                           | 1:02.6462                           |                                     |
| 5                                   | 6                                   | Ryan Briscoe                        | Team Penske                         |                                     | 1:02.8910                           | 1:02.5031                           | 1:02.7071                           |                                     |
| 6                                   | 17                                  | Ryan Hunter-Reay                    | Rahal Letterman Racing              | 1:03.1923                           |                                     | 1:02.6864                           | 1:03.0077                           |                                     |
| 7                                   | 5                                   | Oriol Servià (R)                    | KV Racing Technology                |                                     | 1:03.1653                           | 1:02.7427                           |                                     |                                     |
| 8                                   | 10                                  | Dan Wheldon                         | Chip Ganassi Racing                 |                                     | 1:03.2095                           | 1:02.7694                           |                                     |                                     |
| 9                                   | 06                                  | Graham Rahal (R)                    | Newman/Haas/Lanigan Racing          | 1:02.9581                           |                                     | 1:02.8122                           |                                     |                                     |
| 10                                  | 34                                  | Franck Perera (R)                   | Conquest Racing                     | 1:03.1453                           |                                     | 1:02.8749                           |                                     |                                     |
| 11                                  | 14                                  | Darren Manning                      | A. J. Foyt Enterprises              | 1:03.1822                           |                                     | 1:03.0136                           |                                     |                                     |
| 12                                  | 26                                  | Marco Andretti                      | Andretti-Green Racing               |                                     | 1:03.0131                           | 1:03.2443                           |                                     |                                     |
| 13                                  | 9                                   | Scott Dixon                         | Chip Ganassi Racing                 |                                     | 1:03.2365                           |                                     |                                     |                                     |
| 14                                  | 27                                  | Hideki Mutoh (R)                    | Andretti-Green Racing               | 1:03.2757                           |                                     |                                     |                                     |                                     |
| 15                                  | 33                                  | Ernesto Viso (R)                    | HVM Racing                          |                                     | 1:03.3067                           |                                     |                                     |                                     |
| 16                                  | 15                                  | Buddy Rice                          | Dreyer & Reinbold Racing            |                                     | 1:03.3591                           |                                     |                                     |                                     |
| 17                                  | 4                                   | Vitor Meira                         | Panther Racing                      |                                     | 1:03.4480                           |                                     |                                     |                                     |
| 18                                  | 36                                  | Enrique Bernoldi (R)                | Conquest Racing                     | 1:03.4568                           |                                     |                                     |                                     |                                     |
| 19                                  | 7                                   | Danica Patrick                      | Andretti-Green Racing               | 1:03.5766                           |                                     |                                     |                                     |                                     |
| 20                                  | 24                                  | Jay Howard (R)                      | Roth Racing                         |                                     | 1:03.7447                           |                                     |                                     |                                     |
| 21                                  | 20                                  | Ed Carpenter                        | Vision Racing                       | 1:03.8007                           |                                     |                                     |                                     |                                     |
| 22                                  | 19                                  | Mario Moraes (R)                    | Dale Coyne Racing                   | 1:04.1590                           |                                     |                                     |                                     |                                     |
| 23                                  | 23                                  | Townsend Bell                       | Dreyer & Reinbold Racing            | 1:04.3880                           |                                     |                                     |                                     |                                     |
| 24                                  | 2                                   | A.J. Foyt IV                        | Vision Racing                       |                                     | 1:04.4996                           |                                     |                                     |                                     |
| 25                                  | 25                                  | Marty Roth                          | Roth Racing                         | 1:07.7041                           |                                     |                                     |                                     |                                     |
| 26                                  | 18                                  | Bruno Junqueira                     | Dale Coyne Racing                   |                                     | 1:09.3851                           |                                     |                                     |                                     |
| Relatório[ligação inativa]          |                                     |                                     |                                     |                                     |                                     |                                     |                                     |                                     |

- (R) - Rookie

### Corrida
| Corrida - 6 de abril       | Corrida - 6 de abril | Corrida - 6 de abril | Corrida - 6 de abril       | Corrida - 6 de abril | Corrida - 6 de abril | Corrida - 6 de abril | Corrida - 6 de abril | Corrida - 6 de abril |
| Pos                        | Nº                   | Piloto               | Equipe                     | Voltas               | Tempo                | Largada              | Voltas na Liderança  | Pontos               |
| -------------------------- | -------------------- | -------------------- | -------------------------- | -------------------- | -------------------- | -------------------- | -------------------- | -------------------- |
| 1                          | 06                   | Graham Rahal (R)     | Newman/Haas/Lanigan Racing | 83                   | 83 voltas            | 9                    | 19                   | 53                   |
| 2                          | 3                    | Helio Castroneves    | Team Penske                | 83                   | +3.5192              | 4                    | 0                    | 40                   |
| 3                          | 11                   | Tony Kanaan          | Andretti-Green Racing      | 83                   | +5.5134              | 1                    | 15                   | 35                   |
| 4                          | 33                   | Ernesto Viso (R)     | HVM Racing                 | 83                   | +8.8575              | 15                   | 12                   | 32                   |
| 5                          | 36                   | Enrique Bernoldi (R) | Conquest Racing            | 83                   | +9.6360              | 3                    | 18                   | 30                   |
| 6                          | 27                   | Hideki Mutoh (R)     | Andretti-Green Racing      | 83                   | +10.0071             | 0                    | 14                   | 28                   |
| 7                          | 5                    | Oriol Servià (R)     | KV Racing Technology       | 83                   | +11.2871             | 7                    | 0                    | 26                   |
| 8                          | 8                    | Will Power (R)       | KV Racing Technology       | 83                   | +12.8493             | 2                    | 0                    | 24                   |
| 9                          | 02                   | Justin Wilson (R)    | Newman/Haas/Lanigan Racing | 83                   | +14.3598             | 3                    | 18                   | 22                   |
| 10                         | 7                    | Danica Patrick       | Andretti-Green Racing      | 83                   | +16.7298             | 19                   | 0                    | 20                   |
| 11                         | 2                    | A. J. Foyt IV        | Vision Racing              | 83                   | +20.8319             | 24                   | 0                    | 19                   |
| 12                         | 10                   | Dan Wheldon          | Chip Ganassi Racing        | 83                   | +24.7800             | 8                    | 0                    | 18                   |
| 13                         | 14                   | Darren Manning       | A. J. Foyt Enterprises     | 83                   | +45.8601             | 14                   | 0                    | 17                   |
| 14                         | 24                   | Jay Howard (R)       | Roth Racing                | 82                   | +1 volta             | 20                   | 0                    | 16                   |
| 15                         | 15                   | Buddy Rice           | Dreyer & Reinbold Racing   | 82                   | +1 volta             | 16                   | 0                    | 15                   |
| 16                         | 19                   | Mario Moraes (R)     | Dale Coyne Racing          | 82                   | +1 volta             | 22                   | 0                    | 14                   |
| 17                         | 17                   | Ryan Hunter-Reay     | Rahal Letterman Racing     | 81                   | +2 voltas            | 6                    | 0                    | 13                   |
| 18                         | 20                   | Ed Carpenter         | Vision Racing              | 80                   | Acidente             | 21                   | 0                    | 12                   |
| 19                         | 4                    | Vitor Meira          | Panther Racing             | 75                   | Acidente             | 17                   | 0                    | 12                   |
| 20                         | 34                   | Franck Perera (R)    | Conquest Racing            | 75                   | Acidente             | 10                   | 0                    | 12                   |
| 21                         | 23                   | Townsend Bell        | Dreyer & Reinbold Racing   | 75                   | Acidente             | 23                   | 0                    | 12                   |
| 22                         | 9                    | Scott Dixon          | Chip Ganassi Racing        | 74                   | Mecânico             | 13                   | 0                    | 12                   |
| 23                         | 6                    | Ryan Briscoe         | Team Penske                | 56                   | Acidente             | 5                    | 11                   | 12                   |
| 24                         | 18                   | Bruno Junqueira      | Dale Coyne Racing          | 44                   | Mecânico             | 25                   | 0                    | 12                   |
| 25                         | 26                   | Marco Andretti       | Andretti-Green Racing      | 41                   | Mecânico             | 12                   | 0                    | 10                   |
| 26                         | 25                   | Marty Roth           | Roth Racing                | 0                    | Não largou           | 26                   | 0                    | 5                    |
| Relatório[ligação inativa] |                      |                      |                            |                      |                      |                      |                      |                      |

- (R) - Rookie